# Саладін Ахмед
Саладін Ахмед (англ. Saladin Ahmed, народився 4 жовтня 1975 року, Детройт, США) — американський письменник в жанрах наукової фантастики та фентезі, поет.